# Sociobiologi

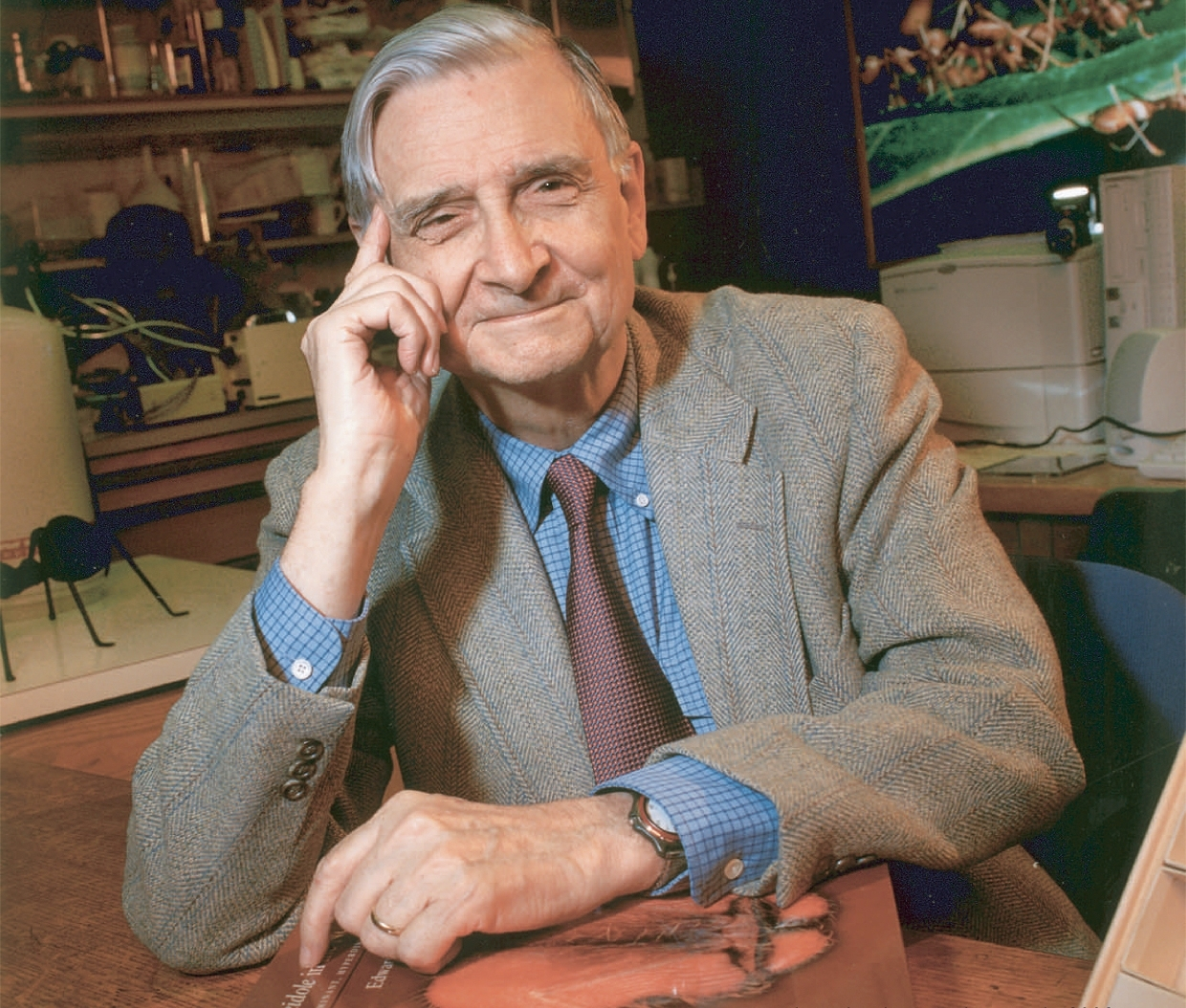
E. O. Wilson, en central figur i sociobiologins historia.

Sociobiologi eller socialbiologi är en evolutionärt inriktad syntes av vetenskapliga discipliner som försöker förklara socialt beteende inom alla arter genom att undersöka de evolutionära fördelar som beteendet kan ge. Det betraktas ofta som en gren av biologi och sociologi, och drar således även insikter från etologi, antropologi, evolution, zoologi, arkeologi, populationsgenetik och andra discipliner. Inom studiet av mänskliga samhällen är sociobiologi nära relaterat till humanekologi och evolutionspsykologi. Under senare tid har begreppet sociobiologi mer eller mindre övergått till evolutionspsykologi.
Sociobiologin studerar djurens beteende (inklusive människans), vilka evolutionära fördelar olika beteenden har och vilken selektion som gör att dessa beteenden sprider sig. Sociobiologin introducerades via en inflytelserik bok av biologen E. O. Wilson år 1975. Generellt hävdar företrädarna att det finns en genetisk bakgrund till många beteenden. Begreppet släktskapsselektion introducerades på bred front av företrädarna för denna skola.

## Kända sociobiologer
- Pierre van den Berghe
- Richard Dawkins
- Daniel Dennett
- Edward O. Wilson
- W. D. Hamilton
- J. P. Rushton
- George C. Williams
- John Maynard Smith
- Sarah Blaffer Hrdy
- Richard Machalek
- Steven Pinker

## Kritik
Kritiken mot sociobiologin riktar sig främst in på att peka på kopplingen mellan sociobiologi och biologisk determinism; att olikheter mellan människor beror på specifika genetiska orsaker snarare än skillnader sprungna ur kulturella och sociala miljöer. Kritikerna menar att den biologiska determinismen var en grundläggande ideologisk och filosofisk förutsättning för socialdarwinismen, de rashygienrörelser som verkade under 1900-talet, samt kontroverser runt intelligenstester.